# ماريا أماليا من النمسا
ماريا أماليا من النمسا (بالألمانية: Maria Amalia von Österreich)‏ (22 أكتوبر 1701 - 11 ديسمبر 1756) كانت إمبراطورة رومانية مقدسة وملكة ألمانيا وملكة بوهيميا كعقيلة كارل السابع، إمبراطور روماني مقدس، كانت بالميلاد أرشيدوقة النمسا بحيث تعتبر الأبنة الصغرى لـ يوزف الأول، إمبراطور روماني مقدس وزوجته فيلهيلمينا من براونشفايغ.